# Tiro com arco nos Jogos Sul-Asiáticos de 2006
As competições de tiro com arco nos Jogos Sul-Asiáticos de 2006 ocorreram entre 24 e 26 de agosto. Quatro torneios foram disputados.

## Calendário
| Agosto        | 14 | 16 | 17 | 18 | 19 | 20 | 21 | 22 | 23 | 24 | 25 | 26 | 27 | 28 | Finais |
| ------------- | -- | -- | -- | -- | -- | -- | -- | -- | -- | -- | -- | -- | -- | -- | ------ |
| Tiro com arco |    |    |    |    |    |    |    |    |    |    | 2  | 2  |    |    | 4      |

## Quadro de medalhas
| Ordem | País       | Medalha de ouro | Medalha de prata | Medalha de bronze |    |
| ----- | ---------- | --------------- | ---------------- | ----------------- | -- |
| 1     | Índia      | 4               | 2                |                   | 6  |
| 2     | Butão      |                 | 2                | 1                 | 3  |
| 3     | Bangladesh |                 |                  | 2                 | 2  |
| 4     | Sri Lanka  |                 |                  | 1                 | 1  |
| TOTAL | TOTAL      | 4               | 4                | 4                 | 12 |

## Medalhistas
| Evento               | Ouro                       | Prata                   | Bronze                       |
| Individual masculino | IND Índia Dola Benerjee    | IND Índia Reena Kumari  | BHU Butão Dorji Dloma        |
| Individual feminino  | IND Índia Jayanta Talukdar | IND Índia Tarundeep Rai | BAN Bangladesh M D Nure Alom |
| Equipes masculinas   | IND Índia                  | BHU Butão               | BAN Bangladesh               |
| Equipes femininas    | IND Índia                  | BHU Butão               | SRI Sri Lanka                |